# Molophilus (Molophilus) fortidens
Molophilus (Molophilus) fortidens is een tweevleugelige uit de familie steltmuggen (Limoniidae). De soort komt voor in het Neotropisch gebied.